# جوائز ستريمر
جوائز ستريمر (بالإنجليزية: The Streamer Awards)‏ عبارة عن حفل توزيع جوائز يكرم أداء وإنجازات البث المباشر، تأسست عام 2022م بواسطة تويتش ستريمر.

## عن الجائزة
يتم اختيار المرشحين من خلال تصويت عبر الإنترنت من قبل المعجبين. ثم يتم تحديد الفائزين باستخدام تركيبة مرجحة من التصويت الشعبي عبر الإنترنت (70٪) وتصويت أعضاء اللجنة (30٪).